# (483) Сеппина
(483) Сеппина (нем. Seppina) — астероид главного пояса, который принадлежит к светлому спектральному классу S. Он был открыт 4 марта 1902 года немецким астрономом Максом Вольфом в обсерватории Хайдельберг и назван в честь собаки первооткрывателя.

Орбита астероида Сеппина и его положение в Солнечной системе
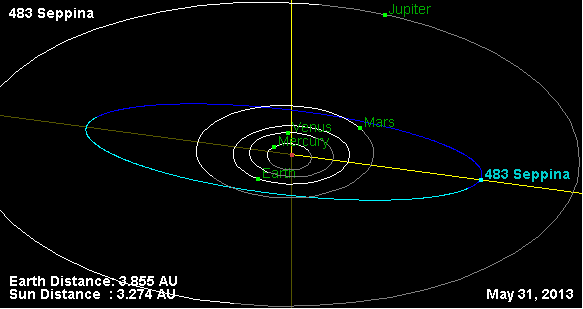
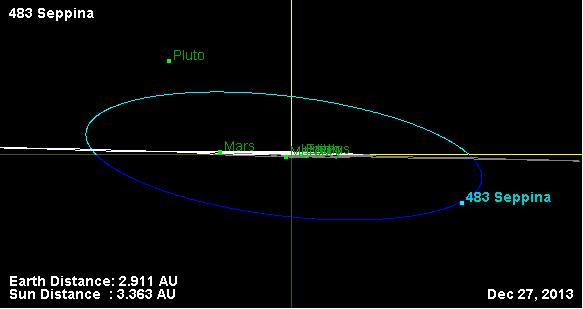